# Леглич
Леглич — річка в Україні, протікає територією Кагарлицької міської громади та Ржищівської міської ради Київської області, права притока Дніпра.
За народними переказами, колись річка була дуже чиста, можна було лягти лицем вниз та випити води. Від цього виразу «ляг лич», ймовірно, й походить назва річки.
Витоки річки (їх 2 основних) знаходяться за 2 км на північний захід від села Зікрачі. Річка протікає селом Зікрачі, де на ній влаштовано ставок. У межах села річка приймає свою першу ліву притоку.
Далі річка протікає через село Воронівка, де на ній також влаштовано доволі великий ставок. Тут річка приймає наступну притоку — праву.
На північній околиці села Демівщина річка різко змінює напрямок з південного на східний, у цьому місці приймаючи наступну праву притоку.
У селі Кузьминці Леглич приймає ліву притоку Карчу.
Останні 5 км течії річка протікає у межах міста Ржищів, де приймає 1 праву та 1 ліву притоки (ліва — Маківка. У межах Ржищева річка тече в доволі глибокій улоговині, русло тут дуже звивисте.
Останній кілометр течії Леглича являє собою невелику затоку, що утворилася внаслідок створення Канівського водосховища. У гирлі Леглича знаходиться Ржищівський порт.

## Притоки
Праві:
- Хальча
- Річка без назви, бере початок на південно-східній околиці Великих Пріцкив. Спочатку тече через село на північний і південний захід. У Демівщині повертає на північний схід і біля Воронівки впадає у річку Леглич. Річку перетинає автошлях Н02[1]
- Бистра

Ліві
- Молодецька
- Карча

## Згадки у художній літературі
Річці присвячено один з віршів уродженки Ржищева Ліни Костенко: «Чомусь пам'ятаю, що річка звалася Леглич…»:
|  | Чомусь пам'ятаю, що річка звалася Леглич. Було в ній каміння — як сто бегемотячих спин. А той цибатий, на клуні, звався лелечич. А те запахуще — любидра, канупер і кмин. Чомусь пам’ятаю — вночі ревли бегемоти. Виходили з річки і дуже чомусь ревли. І падали груші, і звались вони бергамоти. Воли ремигали, і звались вони — воли. Чомусь бегемоти випивали річку щоліта, І пирхали важко рудими ніздрями злив. Чомусь пам'ятаю, як плив між камінням шуліка, Убитий шуліка чомусь між камінням плив… |